# Спараксис
Спара́ксис (лат. Sparáxis) — род многолетних травянистых клубнелуковичных растений семейства Ирисовые (Iridaceae).
Ряд видов спараксиса выращивают как декоративные садовые или оранжерейные растения.

## Название
Название имеет греческое происхождение, означает «расщепление концов прицветников».

## Распространение
Все виды рода Спараксис происходят с юга Африки, из Капской области. Один вид (Спараксис трёхцветный (Sparaxis tricolor (Schneev.) Ker Gawl.)) интродуцирован в Калифорнии.

## Культивирование
Агротехника спараксиса сходна с агротехникой гладиолуса и тритонии. Клубнелуковицы не выносят морозов.

## Виды
По информации базы данных The Plant List, род включает 15 видов:
- Sparaxis auriculata Goldblatt & J.C.Manning
- Sparaxis bulbifera (L.) Ker Gawl.
- Sparaxis caryophyllacea Goldblatt
- Sparaxis elegans (Sweet) Goldblatt
- Sparaxis fragrans (Jacq.) Ker Gawl.
- Sparaxis galeata Ker Gawl.
- Sparaxis grandiflora (D.Delaroche) Ker Gawl.
- Sparaxis maculosa Goldblatt
- Sparaxis metelerkampiae (L.Bolus) Goldblatt & J.C.Manning
- Sparaxis parviflora (G.J.Lewis) Goldblatt
- Sparaxis pillansii L.Bolus
- Sparaxis roxburghii (Baker) Goldblatt
- Sparaxis tricolor (Schneev.) Ker Gawl.
- Sparaxis variegata (Sweet) Goldblatt
- Sparaxis villosa (Burm.f.) Goldblatt